# Sangpang
Sangpang (nepalski: साङपाङ) – gaun wikas samiti we wschodniej części Nepalu w strefie Kośi w dystrykcie Bhojpur. Według nepalskiego spisu powszechnego z 2001 roku liczył on 731 gospodarstw domowych i 3570 mieszkańców (1848 kobiet i 1722 mężczyzn).